# Fgets
fgets — функція стандартної бібліотеки C, призначена для зчитування рядка з потоку. Прототип функції описаний у заголовному файлі stdio.h. Він має вигляд:
```
char
 
*
 
fgets
 
(
char
 
*
 
str
,
 
int
 
num
,
 
FILE
 
*
 
stream
);

```

Агрументи:
- char * str — вказівник на буфер, в який зчитується рядок. Його максимальна довжина задається другим аргументом.
- int num — число, що обмежує кількість символів, які повинні бути зчитані.
- FILE * stream — вказівник на дескриптор файлу, з якого проводиться зчитування. Файл повинен бути відкритим.

У випадку успішного виконання функція повертає вказівник на зчитаний рядок, у разі невдачі — NULL.
Функція зчитує символи з потоку, доки не зустріне символ переводу рядка або кінця файлу, або доки не заповниться буфер. Максимальне число символів, які може зчитати fgets дорівнює N-1. У випадку, коли N-1 символ зчитано, а в потоці ще є символи, fgets поміщає 0 в N-ий байт буфера str і завершує роботу. У випадку, коли рядок вхідного потоку закінчився, а буфер str ще не заповнено, функція поміщає в буфер символ кінця рядка '\n', а після нього — 0.

## Рекомендації використання
Функція fgets найбезпечніша функція зчитування в C. На відміну від функції gets одним із її аргументів є обмежувач числа символів, які потрібно зчитати, тому небезпека переповнення буферу набагато менша. Функцією fgets рекомендується зчитувати не тільки рядки з файлів, а й рядки з вхідного потоку stdin. У цьому випадку виклик функції має вигляд:
```
 
result
 
=
 
fgets
(
str
,
 
num
,
 
stdin
);

```

Функцію fgets рекомендується використовувати і в тому випадку, коли з файла потрібно зчитати число. Оскільки програміст, який пише програму, не може бути впевненим, що в файлі, вказаному коритувачем, завжди буде правильна очікувана інформація, безпечно спочатку зчитати вхідний рядок як рядок, проаналізувати його, а потім зчитати потрібні числа уже з буфера.

## Приклад
```
#
 
include
 
<stdio.h>

# DEFINE MAX_LEN 100

int
 
main
()

{

   
FILE
 
*
 
pFile
;

   
char
 
mystring
 
[
MAX_LEN
 
+
1
];

   
pFile
 
=
 
fopen
 
(
"myfile.txt"
 
,
 
"r"
);

   
if
 
(
pFile
 
==
 
NULL
)
 
perror
 
(
"Error opening file"
);

   
else
 
{

     
fgets
 
(
mystring
 
,
 
MAX_LEN
 
+
1
 
,
 
pFile
);

     
puts
 
(
mystring
);

     
fclose
 
(
pFile
);

   
}

   
return
 
0
;

}

```